# 腹足綱
腹足綱（ふくそくこう、Gastropoda）は、軟体動物門に属する分類群。軟体動物の中ではもっとも種類数が多い。本来は巻貝を持つが、貝殻を失った種も多い。

## 外部形態
体は前後に細長く、おおよそは左右対称であるが、背面の殻が渦巻きになっているので、大きく不対称となっている。殻の外に出る部分は、頭部と足であり、内臓はほとんど殻の中に収まる。普通は収縮して全身を殻に納めることが出来る。
殻から出る部分は前後に細長く、下面はその大部分が筋肉質の足となっており、腹足の名はこれによる。ただし、その点では単板綱、多板綱も同じであり、これはむしろ軟体動物の祖先的形態とも取れる。体の先端に口が開き、その上に目と触角があり、比較的はっきりと頭部が区別できる。背面の真ん中あたりに殻を乗せる。殻はいわゆる巻き貝であり、口に向かって広くなっている管を螺旋に巻いた形である。外套膜は殻の内側にあり、殻の口から背中側に向けて口を開く。ほとんど殻の口までしかないものが多いが、殻の口から背面へ伸びるもの、殻を覆って伸びる例もある。外套溝は殻の口の内側に当たり、鰓は普通ここに収まる。鰓の位置は分類上重要な形質と考えられている。

### 殻
殻の形は非常に変異があり、これはそれぞれの種の生活のあり方と直結している特徴である。また幼体と成体では形が異なる例もある。中には殻が小さくなったもの、消失したものもあり、複数の分類群で並列的に見られる。たとえばナメクジやウミウシがそうである。

## 内部形態
消化管は、体の先端に開く口から始まる。口腔の下面にはキチン質でできた歯舌という歯をもち、摂食に用いる。普通は食物を削りとって食べるものだが、より特殊化したものもある。

## 生殖と発生
初期の幼生はトロコフォアで、そこからベリジャー幼生となる。ベリジャー幼生はすでにやや巻いた殻を持っており、これが発達するにつれ、普通は次第に底生生活に移行する。ベリジャー幼生の殻は幼殻といわれ、殻の先端に残る。
より発達した状態で孵化する例もあり、淡水産や陸生のものなどでは直接発生も見られる。特に陸生のカタツムリでは大きな卵で、石灰質の殻を持つものもある。

## 生態

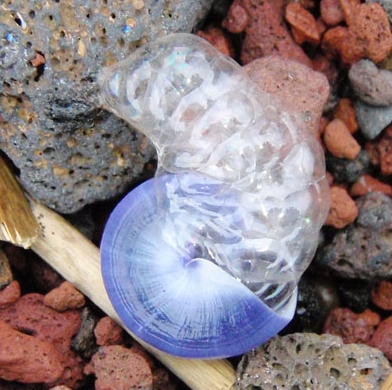
打ち上げられたアサガオガイ。粘液でできた泡を抱えている。

巻き貝類の多様性は軟体動物の中でとりわけ幅広い。海がその生息域の中心であるが、淡水産のものも少なくなく、また陸生のものも数多い。軟体動物では真に陸生のものはこれだけである。
食性に関しても植食性のものが多いが、肉食性のものも少なくない。寄生生の種もある。
重い殻を持ち、腹面全体で這って移動するのが基本であるから、遊泳など活発に運動する形にはなりがたいため、ほとんどの種は底生であり、基盤上を這って移動するものである。しかし殻を縮小したり失ったものには遊泳生や浮遊生のものもあり、たとえば裸殻翼足亜目（クリオネが有名）やゾウクラゲの例がある。またアサガオガイはしっかりした殻を持ちながら、粘液で泡を作って浮き袋とすることで海面での生活を行っている。また、移動の方法として、腹足によって這うことを行わなくなったものもある。ソデガイ類は腹足が退化し、殻の蓋が鈎状に変化し、これを振って底面を引っかけるようにして、飛び跳ねるように移動する。ベッコウマイマイは、普段は腹足で這うが、敵に襲われた場合などは全身をくねらせるようにして飛び跳ねる。逆に移動することをやめ、固着生活を行うオオヘビガイのような例もある。

## 分類
従来はえらの位置や有無などにより以下のように前鰓亜綱・後鰓亜綱・有肺亜綱の3亜綱（もしくはGymnomorphaをいれた4亜綱）に分けることが普通で、多くの図鑑や書物でもそのようになっている（下記「旧分類」参照）。しかし20世紀末から大きく見直された結果、この旧分類を使う研究者はいなくなった。現在は新たな分類体系が構築されつつある（下記参照）。
もう一つの問題は、貝類コレクションとの関連もあり、分類や記載が主として貝殻のみで行われてきた側面がある。貝殻は化石でもよく保存されるし、それなりに重要な形質を多く認められるのではあるが、やはり生物体そのものではないため、真の意味で系統や分類を論じるには問題があったかもしれない。分子系統などの導入は、腹足類の分類の見直しに非常に大きな影響を与えている。

### 新分類
以下の分類は、白山編 (2000)・Bouchet et al. (2017)・Ponder et al. (2020)・Brenzinger et al. (2021)・MolluscaBase (2023)・福田 (2023)・西田 (2024) を参考とした。
- 始祖腹足亜綱（始腹足亜綱） Eogastropoda
  - 笠型腹足下綱 Patellogastropoda
    - ヨメガカサ目 Nacellida
- 正腹足亜綱（直腹足亜綱） Orthogastropoda
  - 古腹足下綱 Vetigastropoda
    - 上目 Bellerophontia（＝Amphigastropoda）
    - ニシキウズ上目 Trochia
      - 目 Preurotomariida - オキナエビス上科 Pleurotomarioidea ほか
      - ミミガイ目 Haliotida
      - ホウシュエビス目 Seguenziida
      - スカシガイ目 Fissurellida
      - ニシキウズ目 Trochida - ニシキウズ上科 Trochoidea ほか

  - アマオブネ形下綱 Neritimorpha
    - アマオブネ目 Neritopsida

  - 新生腹足下綱 Caenogastropoda
    - 原始紐舌類 Architaenioglossa（側系統群）
      - ヤマタニシ目 Cyclophorida
      - タニシ目 Viviparida
      - リンゴガイ目 Ampullariida
      - エンマノツノガイ目 Campanilida

    - 吸殻区 Sorbeoconcha
      - オニノツノガイ形大目 Cerithiimorpha
        - オニノツノガイ目 Cerithiida

      - 高腹足大目 Hypsogastropoda
        - エゾタマキビ目 Littorinida
        - 賊腹足上目 Latrogastropoda
          - スイショウガイ目 Strombida
          - カリバガサ目 Calyptraeida
          - タカラガイ目 Cypraeida
          - ヤツシロガイ目 Tonnida
          - 新腹足目 Neogastropoda

  - 異鰓下綱 Heterobranchia（異鰓類）
    - 原始的異鰓類 Lower Heterobranchia（＝異旋類 Heterostropha、側系統群）
      - 目 Ectobranchia - ミズシタダミ上科 Valvatoidea
      - 目 Orbitestellida - Orbitestelloidea、Cimoidea
      - クルマガイ目 Architectonicida - クルマガイ上科 Architectonicoidea、Mathildoidea

    - 四触角類 Tetratentaculata
      - 中神経区 Mesoneura
        - 異形目 Allomorpha - ロドペ上科 Rhodopoidea、Murchisonelloidea
        - 上科 Tjaernoeioidea - Tjaernoeiidae、Parvaplustridae

      - 直神経区 Euthyneura（有肺類と後鰓類）
        - オオシイノミガイ形亜区 Acteonimorpha
          - オオシイノミガイ目 Acteonida - オオシイノミガイ上科 Acteonoidea
          - 目 Rissoellida - ガラスツボ上科 Rissoelloidea

        - マメウラシマ側亜区 Ringipleura
          - マメウラシマ大目 Ringiculata
            - マメウラシマ目 Ringiculida
            - 裸側上目 Nudipleura
              - フシエラガイ目 Pleurobranchida

            - 裸鰓目 Nudibranchia

        - 被側亜区 Tectipleura
          - 真後鰓大目 Euopisthobranchia
            - 傘殻目 Umbraculida - ヒトエガイ上科 Umbraculoidea
            - 側腔類 Pleurocoela（分岐群）
              - 頭楯目 Cephalaspidea
              - アメフラシ目 Aplysiida（＝無楯目 Anaspidea）
              - 翼足目 Pteropoda - 裸殻翼足亜目 Gymnosomata、有殻翼足亜目 Thecosomata

        - 汎有肺下亜区 Panpulmonata
          - 発端有肺上目 Pylopulmonata
            - 目 Amphibolida - フタマイマイ科 Amphibolidae ほか
            - トウガタガイ目 Pyramidellida

          - コウダカカラマツ上目 Siphonariia
            - コウダカカラマツ目 Siphonariida

          - 嚢舌上目 Sacoglossa
            - 嚢舌目 Sacoglossa

          - 水棲大目 Hygrophila
            - モノアラガイ目 Lymnaeida

          - 真有肺大目 Eupulmonata
            - オカミミガイ目 Ellobiida - オカミミガイ上科 Ellobioidea
            - 収眼上目 Systellommatophora（収眼類）
              - ドロアワモチ目 Onchidiida
              - アシヒダナメクジ目 Veronicellida

            - 柄眼上目 Stylommatophora（柄眼類）
              - マイマイ目 Helicida

### Paul Jefferyによる分類
腹足綱の分類は1980年代後半あたりから従来の分類が大幅に見直されるようになり、遅くとも2000年代初頭には20世紀に広く使われた3亜綱（もしくは4亜綱）に分ける考え方をとる研究者はいなくなった。新分類では所属不明の化石分類群を除き、大きく2亜綱（始祖腹足亜綱と直腹足亜綱）に分けられ、その下にも旧分類ではなじみのない分類群名が多く設けられている。これは軟体部の形質の詳細な見直しや分子系統の研究に加え、分岐分類の導入によるところが大きい。これらの結果を踏まえ、ロンドン自然史博物館のPaul Jefferyが（とりあえず）整理している新しい分類は以下のとおりである。ここでは目までを示す（下位分類や文献情報はリスト最後の外部リンク参照のこと）。ただし現在も見直しは進行中であるため、この分類法も確定したものではないが、ウィキペディア英語版ほか欧州言語各版などで暫定的に使われているものである。
- 所属不明 Incertæ sedis 
  - †ベレロフォン目 Bellerophontida
  - †ミモスピリナ目 Mimospirina

#### 始祖腹足亜綱 Eogastropoda
旧・前鰓亜綱の一部。
- 上目未詳
  - †ユーオンファルス目 Euomphalida
  - カサガイ目 Patellogastropoda - カサガイ類

#### 直腹足亜綱 Orthogastropoda
旧・前鰓亜綱の大部分+後鰓亜綱+有肺亜綱。
- 所属不明 Incertæ sedis
  - †和名不詳 Murchisoniina
- ワタゾコシロガサガイ上目 Cocculiniformia
- 熱水鉱床分類群 Superorder 'Hot Vent Taxa'
  - ネオンファルス目 Neomphaloida
- 古腹足上目 Vetigastropoda - オキナエビスガイ科、ミミガイ科、ニシキウズガイ科など
- アマオブネガイ上目 Neritaemorphi
  - †Cyrtoneritomorpha
  - アマオブネガイ目 Neritopsina - アマオブネガイ科
- 新生腹足上目 Caenogastropoda
  - 原始紐舌目 Architaenioglossa - タニシ科、ヤマタニシ科
  - 吸腔目 Sorbeoconcha - 旧・中腹足目+新腹足目
- 異鰓上目 Heterobranchia
  - 異旋目 Heterostropha - クルマガイ科、トウガタガイ科、ミズシダタミ科など
  - 後鰓目 Opisthobranchia - 旧・後鰓亜綱。ウミウシ、アメフラシ、クリオネ（ハダカカメガイ）など。
  - 有肺目 Pulmonata - 旧・有肺亜綱。カタツムリ、ナメクジ など。

### 旧分類

#### 前鰓亜綱 Prosobranchia
いわゆる巻き貝類。えらが心臓の前にあり、肛門が前に開く。殻の巻きにしたがって、体を走る神経系がねじれ、8の字になっている。雌雄異体。
- 原始腹足目 Archaeogastropoda - オキナエビスガイ、アワビ、サザエ、キサゴ、イシダタミ、バテイラ、ヨメガカサやウノアシなどのカサガイ類、アマオブネ、イシマキガイなど
- 中腹足目 Mesogastropoda - タニシ、カワニナ、タマキビ、ウミニナ、オオヘビガイ、キクスズメガイ、ツメタガイ、タカラガイ、ホラガイ、ゾウクラゲなど。但し、タニシ、ヤマタニシなどを原始紐舌目 (Architaenioglossa) 、タカラガイ、ツメタガイなどを盤足目 (Discopoda) 、ゾウクラゲ などを異足目 (Heteropoda)とすることもある。
- 新腹足目 Neogastropoda - ホネガイ、アカニシ、カセンガイ、イトグルマ、イボニシ、ムシロガイ、バイ、テングニシ、フデガイ、イモガイなど
- 異腹足目 Heterogastropoda - クルマガイ、ルリガイなど

#### 後鰓亜綱 Opisthobranchia
多くの種で殻が退化して消失するか、もしくは小さくなって体内におさまる。えらが心臓の後ろにあり、肛門が体の後方部にある。神経はねじれない。雌雄同体。貝殻の退化した多くはウミウシと総称される。
- 腸紐目 Entomotaeniata
- 頭楯目 Cephalaspidea
- 無楯目 Anaspidea
- 嚢舌目 Saccoglossa
- 翼足目 Pteropoda
- 背楯目 Notaspidea
- 裸鰓目 Nudibranchia
- 収眼目 Systellommatophora

#### 有肺亜綱 Pulmonata
えらがない代わりに外套腔内に血管が集まっていて、空気中の酸素を取りこむ肺の役割を果たす。雌雄同体。
- 基眼目 Basommatophora - カラマツガイなどのカサガイ類、モノアラガイ、サカマキガイなど
- 柄眼目 Stylommatophora - カタツムリ、ナメクジ、キセルガイ